# C'est toi qui m'as fait
Singles de François Feldman
Les Valses de Vienne
(1989) Petit Frank
(1990)
Pistes de Une présence
Petit Frank
(7) Pour faire tourner le monde
(9)
C'est toi qui m'as fait est une chanson du chanteur français François Feldman, parue sur son deuxième album Une présence en 1989. Elle est sortie en tant que troisième single de l'album en avril 1990. Écrite par Jean-Marie Moreau et composée par François Feldman, la chanson est un hommage à la mère du chanteur, se référant à elle comme la personne qui l'a « fait » et « construit », et à son père, qui attendait une fille lorsque sa femme était enceinte.
Elle a obtenu le succès, atteignant la deuxième place du Top 50 français.

## Accueil commercial
En France, C'est toi qui m'as fait s'est classé durant dix-huit semaines dans le Top 50, d'avril à août 1990, soit cinq mois consécutifs. Il est entré directement en 24e position et progresse jusqu'à atteindre la 2e position dans la huitième semaine, ne parvenant pas à détrôner Sacrifice d'Elton John, qui occupait alors la tête du classement. Il est resté 12 semaines dans le top 10 et a quitté le top 50 après 18 semaines. Il a été certifié disque d'argent par le Syndicat national de l'édition phonographique avec plus de 200 000 unités vendus.
Dans l'Eurochart Hot 100, il est entré à la 71e place le 28 avril 1990 et a culminé à la 11e place la huitième semaine, et a passé 16 semaines dans le classement au total. Il a également figuré pendant 11 semaines dans le Top 50 Airplay européen, avec un pic à la 20e place le 2 juin 1990, lors de la quatrième semaine.

## Liste des titres
| 1. | C'est toi qui m'as fait     | Jean-Marie Moreau | François Feldman | 3:54 |
| 2. | Pour faire tourner le monde | Jean-Marie Moreau | François Feldman | 3:50 |

| A.  | C'est toi qui m'as fait (version longue) | Jean-Marie Moreau | François Feldman | 5:35 |
| B1. | Pour faire tourner le monde              | Jean-Marie Moreau | François Feldman | 3:50 |
| B2. | C'est toi qui m'as fait (version single) | Jean-Marie Moreau | François Feldman | 3:54 |

| 1. | C'est toi qui m'as fait (version single) | Jean-Marie Moreau | François Feldman | 3:54 |
| 2. | Bébé faut qu'on s'casse                  | Jean-Marie Moreau | François Feldman | 4:26 |
| 3. | Oser, Oser                               | Jean-Marie Moreau | François Feldman | 4:07 |
| 4. | C'est toi qui m'as fait (version longue) | Jean-Marie Moreau | François Feldman | 5:35 |

## Classements et certifications
| Classement (1990)                | Meilleure position |
| -------------------------------- | ------------------ |
| Europe (Eurochart Hot 100)       | 11                 |
| Europe (European Airplay Top 50) | 20                 |
| France (SNEP)                    | 2                  |
| France (Radios périphériques)    | 1                  |
| Québec (Palmarès francophone)    | 18                 |

| Classement (1990)          | Position |
| -------------------------- | -------- |
| Europe (Eurochart Hot 100) | 64       |
| France (SNEP)              | 18       |

### Certifications
| Pays          | Certification | Date | Ventes certifiées |
| ------------- | ------------- | ---- | ----------------- |
| France (SNEP) | Argent        | 1990 | 200 000           |

## Historique de sortie
| Pays      | Date       | Format                | Label               |
| --------- | ---------- | --------------------- | ------------------- |
| Canada    | 1989       | 45 tours promotionnel | Philips             |
| France,   | avril 1990 | 45 tours              | Big Bang, Phonogram |
| France,   | avril 1990 | maxi 45 tours         | Big Bang, Phonogram |
| France,   | avril 1990 | CD single             | Big Bang, Phonogram |
| Allemagne | avril 1990 | 45 tours              | Metronome           |
| Allemagne | avril 1990 | maxi 45 tours         | Metronome           |
| Allemagne | avril 1990 | CD single             | Metronome           |